# Ruellia comonduensis
Ruellia comonduensis är en akantusväxtart som beskrevs av T.F. Daniel. Ruellia comonduensis ingår i släktet Ruellia och familjen akantusväxter. Inga underarter finns listade i Catalogue of Life.